# The Ghost (film, 2001)
Pour les articles homonymes, voir The Ghost.
Pour plus de détails, voir Fiche technique et Distribution.
The Ghost (Québec : Rude) est un film américain de Douglas Jackson réalisé en 2001.

## Fiche technique
- Titre : The Ghost
- Réalisation : Douglas Jackson
- Scénario : Douglas Jackson et Dave Tedder
- Musique : Ken Williams
- Photographie : Bryan Godwin
- Montage : John Lafferty
- Production : Tony Eldridge, Louis Herthum et David Waters
- Société de production : Lonetree Entertainment et Ransack Films
- Pays :  États-Unis
- Genre : Action et thriller
- Durée : 86 minutes
- Dates de sortie : 
  -  États-Unis : 15 mai 2001

## Distribution
- Julie Lee : Jing
- Michael Madsen : Dan Olinghouse
- Cary-Hiroyuki Tagawa : Wu
- Richard Hatch
- Ashley Brown : Johnny
- Brad Dourif : Lt. Garland
- James Hong : Père adoptif de Jing
- Al Leong : un homme de Wu
- Sidney Liufau : un homme de Wu
- Michael Paul Chan : un homme de Wu